# Tölzer Schützenmarsch
Der Tölzer Schützenmarsch (auch Tölzer Schützen-Marsch) wurde vom Tölzer Bürgermeister Anton Krettner 1883 als opus 8 komponiert. Der Anlass der Komposition war eine Faschingsveranstaltung der Königlich privilegierten Feuerschützengesellschaft Tölz.

## Geschichte
Krettner komponierte den Marsch und dichtete den Text in acht Tagen. Die originale Handschrift ist auf den 29. März 1883 datiert. Erstmals aufgeführt wurde der Marsch am 29. Mai 1883 im Biergarten des Bürgerbräus durch den Tölzer Männerchor mit Streichmusikbegleitung. Der Marsch wurde noch zu Lebzeiten Krettners sehr erfolgreich, der Komponist beschrieb 1896 seine Gefühlslage folgendermaßen: „Es freut mich, heute, nach Verlauf von 12 Jahren constatieren zu können, daß das heitere Bild oberbayerischen Gebirgslebens, welches ich in Wort und Ton zu geben versucht habe, allerwärts, nicht nur hier, sondern auch sonst in bayerischen und deutlichen Banden, und selbst in der Fremde, sympathischen Anklang gefunden hat.“ Auch heute ist der Tölzer Schützenmarsch noch weit bekannt und wertgeschätzt. Außerhalb von Tölz ist der Marsch vor allem durch die Vielfältigkeit der verschiedenen Teile bekannt geworden, der große Ambitus der Melodie über zwei Oktaven mit großen Sprüngen und „interessanten Harmonien“ machen das Stück aber auch anspruchsvoll für Sänger und Instrumentalisten.

## Besetzung
Die Originalnoten, aufbewahrt im Stadtarchiv Bad Tölz, umfassen: Kleine Flöte, Große Flöte, 2 Oboen, 2 Clarinetten, 2 Fagotte, 2 Hörner, 2 Trompeten, 3 Posaunen, Große Trommel mit Becken, Kleine Trommel, Violine I und II, Bratsche, Violoncello, Basso.

## Text
Vom Text existieren neben Versionen mit kleineren Hinzufügungen und Auslassungen auch viele völlig umgedichtete Varianten. Der Originaltext beschreibt ein Schützenfest (Schiaßat) von dem Gang in die Wirtschaft (Post) über den Schützenzug, das Schießen und den abschließenden Besuch der Wirtschaft. Krettner setzt in dem Text auch einigen lokal bekannten Personen (Krinnerbäck, Holzersepp, Kolberbräu, Karl [le Feubure]) ein Denkmal. Die Fassung von 1929 lautet:
Im schönen Isartal

Tönt munt’rer Büchsenknall,

In Tölz da is a Schiaßat heut,

Dös g’freut uns allemal.

D’rum packt’s an Stutzen o,

Wer ziel’n und treffa ko;

Mit frischem Muat,

An Strauß am Huat,

So liabt’s das Schützenbluat!

Z’erst geht auf Post ma ’nein

Und feucht’ sie Gurgel ein,

Du glaubst es nit, wie schneida macht

A so a Glasei Wein,

Na richt ma sie halt z’samm,

Nimmt All’s, was ma muaß ham,

Und ferti is als wia im Flug

Da schönste Schützenzug.

Frisch werd und stramm im Takt

Dö G’schicht na glei opackt;

Die Musikanten fest voro,

Da blast a jeder, was a ko,

Alles na Juhe schreit

Vor lauter Lustbarkeit:

Diridi eh juche dulje juche!

Dös is a wahre Freud!

Secht’s dort an Krinnerbäck,

Der nahm gern ’s Erste weg,

Der Holzersepp von Tegernsee

Is rüba kemma a, o weh!

Dort steigt der Kolberbräu,

Da Karl is a dabei,

Die Zieler mit’n roten G'wand,

Die schrei’n, dös is a Schand.

Isartal, du bist mei’ Freud’,

Da geht mir’s Herz auf mächtig weit,

Wenn i in die Berg nei’ schau,

Die all’ mi grüaßen freundli blau.

O du mei liabes, schönes Tölz,

Mit deine Berg, dein greana G’hölz,

Ja i moan, es kunnt nix Schön’res geb’n,

Als da herob’n zu leb’n

Im Isartal!

Froh ist das Tölzer Gmüat,

Hat gern a lustigs Lied,

Schneidi san Buama all

Im schönen Isartal.

Diandln, wia Milch und Bluat,

San a die Buama guat,

’s kann g’wiß nix Schöners geb’n,

Als ’s Tölzerleb’n.

Frisch is da Tölzer Schütz

Und trifft hin wia da Blitz

Mitten in’s Schwarze nei’,

Dös wird wohl lusti sei;

Oder er is so frei,

Schiaßt an der Scheib’n vorbei,

Dös kummt von gar nix her,

Als von seim’m G’wehr.

Jetzt is das Schiaßat aus,

Da Zug geht lusti z’Haus,

Denn auf da Post da gibt’s heut no

An sakrisch guat’n Schmaus.

D’ Preisträger mit der Fahn’,

Dö steig’n ganz stolz voran,

Schaugts, Madln, o, was i All’s ko,

War i net der rechte Mo!

Ja so a Schiaßat is

A rare Sach’ ganz g’wiß,

D’rum san ma lusti und fidel,

Macha allerhand Grebell.

Trinkts, Buama, trinkts, mit G’walt.

Vasamt is ebbas bald,

So lusti, Schützen, als wia heut,

Is net glei alle Zeit!